# Zino Davidoff Group
Zino Davidoff Group es el nombre comercial de Zino Davidoff SA, una empresa familiar suiza derivada de la empresa de productos de tabaco Davidoff en 1980. Se dedica exclusivamente al segmento de bienes de lujo y de productos de alta gama, y no está relacionada directamente con la venta de tabaco.

## Descripción general
La empresa posee y gestiona la marca Davidoff para relojes, artículos de cuero, instrumentos de escritura, accesorios de moda para hombres y mujeres (como corbatas, foulards y gemelos), fragancias, gafas, café y coñac. Investigadores sobre el tema de la salud pública han sugerido que esta escisión estuvo orientada a la diversificación de la marca (estrategia conocida como "estiramiento de marca") para promocionar los productos de tabaco, ya que permite publicitar la marca frente a las restricciones a la publicidad directa del tabaco y sus derivados.
La marca Davidoff está licenciada a la empresa franco-americana Coty Inc. para el negocio de fragancias, a Menrad para el negocio de gafas, a la cadena de cafeterías alemana Tchibo para el negocio del café, y a Thomas Hine & Co. para el negocio del coñac.

## Historia

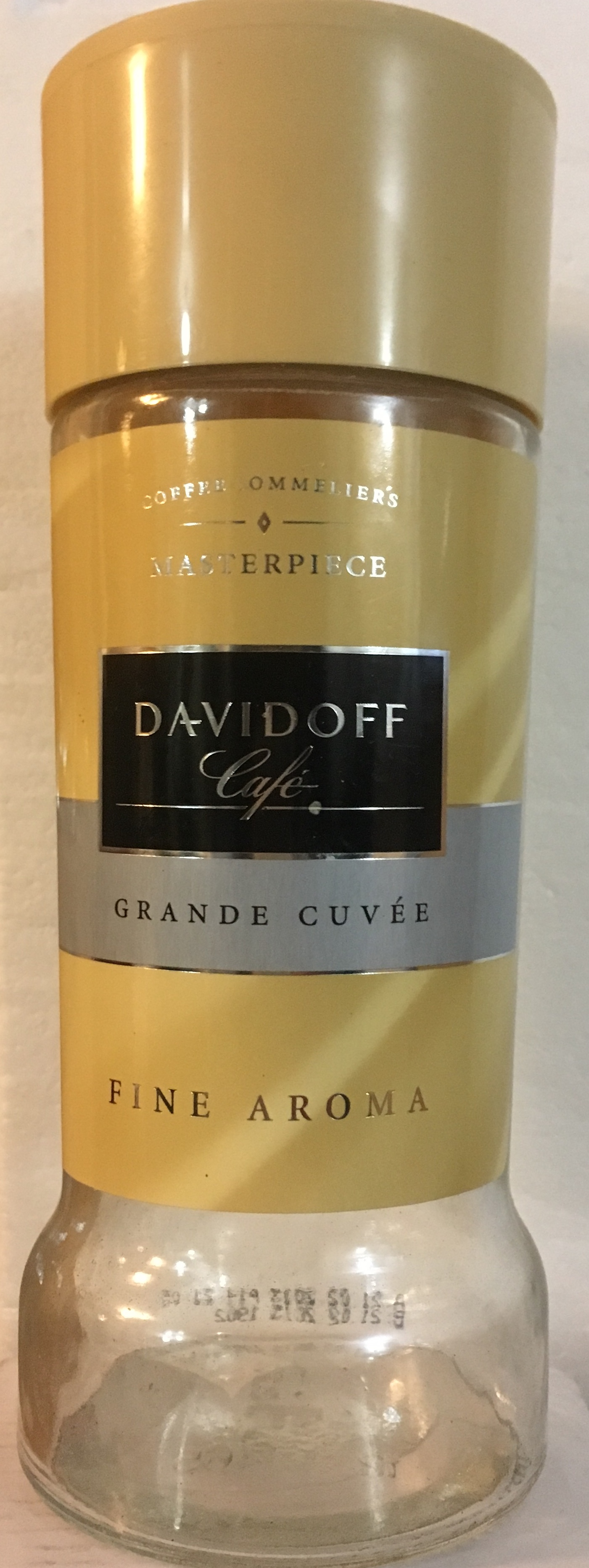
Tarro de café Davidoff

El Grupo Zino Davidoff fue fundado en 1980 por el inmigrante judío ucraniano Zino Davidoff (nacido Sussele-Meier Davidoff), que residía en Suiza.
La primera fragancia Davidoff se comercializó en 1984. En 1988, se lanzó el perfume más famoso de la marca, con el nombre de Cool Water. Fue creado por Pierre Bourdon, siendo una de las primeras fragancias para hombres en ser pionera en ofrecer un aroma fresco y masculino.
En 1985 se lanzó la primera línea de corbatas Davidoff y el primer reloj Davidoff salió al mercado. En 1986 se inició la licencia del coñac Davidoff. En 1987 se lanzó la primera colección de artículos de cuero Davidoff, y en 1988 se inició la licencia de gafas Davidoff.
En la década de 1990 se lanzaron los instrumentos de escritura y el café Davidoff. A principios de la década de 2000 se introdujo el nuevo logotipo de Davidoff, el mismo que se puede ver en los productos de la firma en la actualidad.

En 2005, se retiraron las licencias para los productos de accesorios de lujo (como artículos de cuero, instrumentos de escritura y corbatas) a los antiguos socios de licencia. Zino Davidoff Group comenzó a desarrollar y comercializar directamente estos productos de accesorios de moda con la marca DAVIDOFF y agregó nuevamente una nueva colección de relojes. Esta primera colección propia se presentó en la feria Baselworld en 2008 bajo el nombre de "Very Zino". Desde 2008, Davidoff ha presentado tres colecciones de relojes diferentes al mercado. En 2013, Davidoff lanzó su colección de relojes y accesorios de lujo en el Reino Unido, que fueron distribuidos por Nuval.